# Amafinio
Amafinio (in latino Gaius Amafinius o Caius Amafinius; fl. II-I secolo a.C.) è stato un filosofo latino.

## Vita
Visse probabilmente tra la fine del II secolo e gli inizi del I a.C., negli stessi anni di Cicerone, che lo cita in coppia con un certo Catio, che sappiamo morì nel 45. Dovrebbe, dunque, aver operato a Roma a partire dall'inizio degli anni Cinquanta del I secolo a.C., data a partire dalla quale Cicerone inizia ad occuparsi dell'epicureismo come un trend della cultura romana.

## Opera
Amafinio fu uno dei primi romani a redigere un'opera in latino per far conoscere e diffondere la filosofia - e in particolare la fisica - di Epicuro.
Benché la sua opera avesse avuto successo, Cicerone la giudicò il lavoro insufficiente soprattutto per quanto riguardava lo stile ma non solo:
[...] ma quando i loro stessi autori ammettono apertamente di non saper scrivere né con chiarezza, né con ordine, né con gusto, né con eleganza, io rinuncio senza rammarico a una lettura così poco attraente. Tanto, le teorie della loro scuola le sanno già tutti quelli che abbiano un minimo di cultura. Così, visto che poi non si preoccupano nemmeno loro del modo in cui scrivono, non vedo perché gli altri debbano andare a leggerli: che si leggano tra di loro, con quelli che la pensano in quel modo...Noi invece siamo dei parere che, qualunque cosa si scriva, si debba scrivere per il pubblico colto: e se non riusciamo a mantenerci sul piano adeguato, non dobbiamo per questo dimenticarcene.»